# Un fléau ailé
Pour plus de détails, voir Fiche technique et Distribution.
Un fléau ailé (The Winged Scourge) est un court métrage d'animation américain réalisé par Walt Disney Productions en coopération avec le Coordinateur du Bureau des affaires inter-américaines, sorti aux États-Unis et au Canada le 5 novembre 1943.
Dans ce court, les sept nains apprennent à lutter contre la malaria en éliminant le vecteur de transmission, les moustiques.

## Synopsis
Le film commence par un avis cinématique sur le responsable du paludisme, le moustique Anapheles, montrant les résultats catastrophiques causés par la piqûre de ce vampire insectoïde. Après avoir obtenu le volontariat des Sept nains, le narrateur évoque le besoin d'eau de la femelle Anapheles pour son nid, ainsi que le cycle de croissance des moustiques. Faisant le salut militaire, Prof, Grincheux, Joyeux, Dormeur, Atchoum, Timide et Simplet ouvrent le combat. 
Voguant sur un radeau, Prof, aidé par Atchoum à la propulsion du bateau, fauche les roseaux de l'étang, offrant aux poissons un buffet à volonté facile de larves de moustiques. Joyeux, juché sur le dos d'une tortue, et Simplet, faisant un prélèvement aquatique, noient les larves avec du pétrole; de son côté, Timide, chaussé de bottes et aidé par des oiseaux, asphyxie les larves grâce à de l'arséniate de cuivre en guise d'insecticide. Dormeur et une taupe creusent chacun un canal d'écoulement, tandis que Grincheux vide un tronc creux en l'entaillant à coups de hache. 
Dans la chaumière, Simplet répand de l'insecticide dans tous les coins sombres et sous tous les meubles. Timide et Prof comblent une flaque d'eau avec de la terre. Joyeux munit le tonneau d'eau de puits d'un écran. Grincheux tapisse les murs de papier goudronné. Prof, Dormeur et Joyeux enterrent les boîtes de conserve vides, afin qu'elles ne deviennent pas des nids de moustiques. Joyeux et Atchoum, aidés par les oiseaux, munissent d'écrans les portes et les fenêtres. Dormeur et les oiseaux tendent une moustiquaire sur chaque lit. Grincheux, avec l'aide d'un pivert, comble les fentes du plancher avec du linge. Enfin, bien qu'en difficulté face à six moustiques coriaces, Simplet parvient à les éliminer grâce à un coup de main filé par un ami batracien. 

## Fiche technique
- Titre original : The Winged Scourge
- Titre français : Un fléau ailé
- Réalisateur : Walt Disney, Bill Roberts
- Voix : Art Baker (narrateur)
- Animateur : Milt Kahl, Frank Thomas
- Producteur : Walt Disney
- Société de production : Walt Disney Productions
- Distributeur : RKO Radio Pictures et Coordinator of Inter-American Affairs
- Format d'image : Couleur (Technicolor)
- Son : Mono (RCA Sound System)
- Durée : 10 minutes
- Langue : Anglais
- Pays de production :  États-Unis/ Canada
- Date de sortie : 15 janvier[1]  ou 5 novembre[2] 1943

## Commentaires
À la différence de Seven Wise Dwarves, ce film utilise des animations inédites.